# Эддисон, Кристофер, 1-й виконт Эддисон
Кристофер Эддисон, 1-й виконт Эддисон (англ. Christopher Addison, 1st Viscount Addison; 19 июня 1869 — 11 декабря 1951) — британский врач и политик.

## Происхождение и образование
Родился 19 июня 1869 года в сельском приходе Хогсторп в Линкольншире. Сын Роберта Эддисона (1838—1899) и Сьюзен Фанторп (? — 1913), дочери Чарльза Фанторпа. Его семья владела и управляла фермой в течение нескольких поколений, и он сохранял сильный интерес к сельскому хозяйству и сельским делам на протяжении всей своей жизни. Он посещал Тринити-колледж, Харрогейт, с тринадцати лет. Он обучался медицине в Шеффилдской медицинской школе и больнице Святого Варфоломея в Лондоне. 
В 1892 году Эддисон окончил Лондонский университет, получив степень бакалавра медицины и науки с отличием по специальности «судебная медицина». Год спустя он получил квалификацию доктора медицины, а через два года был избран членом Королевского колледжа хирургов. Он совмещал частную практику с академическими исследованиями и преподавал анатомию в Шеффилдской медицинской школе. В 1896 году он стал профессором анатомии в недавно образованном Университетском колледже Шеффилда и редактировал Quarterly Medical Journal с 1898 по 1901 год. В 1901 году он снова переехал в Лондон, преподавая в больнице Чаринг-Кросс. Он опубликовал свои исследования по анатомии и стал профессором Хантерианской школы в Королевском колледже хирургов.

## Политическая карьера

### 1907—1914
Мотивированный заботой об обращении с бедными и тем, что с последствиями бедности для здоровья могут бороться только правительства, а не врачи, Эддисон занялся политикой. Он был принят в качестве кандидата от либеральной партии в округе Хокстон, Шордич, в 1907 году и был должным образом избран на парламентских выборах в январе 1910 года.
Канцлер казначейства Дэвид Ллойд-Джордж отметил медицинское образование Эддисона и попросил его выступить в поддержку законопроекта о национальном страховании 1911 года как в парламенте, так и в Британской медицинской ассоциации. В августе 1914 года он был назначен парламентским секретарем Совета по образованию под руководством Джека Пиза. Его работа здесь была в основном связана с улучшением здоровья и благополучия детей, но была прервана после начала Первой мировой войны.

### Мировая война
В мае 1915 года Кристофер Эддисон стал парламентским секретарем Министерства боеприпасов. Эддисон ввел определенную степень вмешательства в свободный рынок, известную как «военный социализм», чтобы ускорить производство боеприпасов. Частное предпринимательство в ключевых секторах было взято под контроль правительства, которое построило собственные фабрики, и большое внимание было уделено улучшению благосостояния рабочих, изготовляющих боеприпасы, как мужчин, так и женщин. Линии поставок боеприпасов диктовали темп войны, особенно в первый год боевых действий, поэтому стабильность и производительность в этой отрасли имели первостепенное значение.
Министерство боеприпасов было новым министерством, созданным и возглавляемым Дэвидом Ллойд Джорджем для быстрого улучшения и увеличения производства боеприпасов. Условия труда были улучшены в новой, государственной промышленности, и Эддисон создал и внедрил схемы, которые значительно увеличили эффективность производства. Он стал членом Тайного совета и был повышен до должности министра боеприпасов, когда Дэвид Ллойд Джордж стал военным министром в июле 1916 года. Он поддержал Ллойда Джорджа против премьер-министра Герберта Асквита, в конце 1916 года и продолжил работу в новом коалиционном кабинете.

### Послевоенное планирование
В июле 1917 года Кристофер Эддисон стал министром без портфеля, ответственным за анализ проблем, с которыми столкнется Британия после войны, и подготовку планов реконструкции. Он работал с Артуром Гринвудом над разработкой программ масштабных социальных реформ. Возможно, большим достижением Эддисона было создание системы калькуляции расходов, которая к концу войны сэкономила примерно 440 миллионов фунтов стерлингов.
Избирательный округ Эддисона Хокстон был упразднен на парламентских выборах 1918 года, когда он был избран по новому избирательному округу Шордич.
Хотя Ллойд Джордж все больше находился под влиянием консервативных членов его коалиционного правительства, планы Эддисона легли в основу многих послевоенных законов. Кристофер Эддисон стал министром местного самоуправления в январе 1919 года с целью преобразования его в Министерство здравоохранения. Он стал первым министром здравоохранения в июне после принятия Закона о Министерстве здравоохранения 1919 года . Он отвечал за большую часть улучшений в области общественного здравоохранения и социального законодательства . Он обеспечил расширение медицинских и больничных услуг: увеличил предоставление лечения инфекционных заболеваний, таких как венерические заболевания и туберкулез; увеличил предоставление услуг по охране здоровья матери и ребенка, а также домашнего ухода. Он успешно ввел Закон о регистрации медсестер 1919 года, впервые создав реестр медсестер под эгидой Генерального совета по сестринскому делу. Он ввел первый Закон о жилищном строительстве и городском планировании, в соответствии с которым государство строило дома с низкой арендной платой (муниципальные дома) для рабочего класса. Эддисон также пересмотрел и увеличил положения Национальной системы страхования и ввел программы по улучшению здравоохранения и обучения. Однако он руководил значительным увеличением государственных расходов, и это вызвало гнев консерваторов в правительстве. Он был переведен из Министерства здравоохранения в апреле 1921 года, став министром без портфеля. Эддисон ушел в отставку в июле 1921 года, когда комитет Кабинета министров решил полностью остановить программу жилищного строительства; впоследствии он стал ярым критиком правительства.

### 1922—1937
Кристофер Эддисон потерял свое место на парламентских выборах 1922 года. После окончания войны он все больше отдалялся от обеих враждующих фракций Либеральной партии. Его вера в социальные реформы и прогрессивную политику сблизила его с социализмом Лейбористской партии, и он агитировал за кандидатов от Лейбористской партии на парламентских выборах 1923 года.
В это время он вернулся на свою семейную ферму и опубликовал ряд книг, включая «Предательство трущоб» о связи между плохим жильем и плохим здоровьем и «Практический социализм». Он безуспешно баллотировался в качестве кандидата от лейбористов в избирательном округе Хаммерсмит-Саут на парламентских выборах 1924 года, прежде чем победить в избирательном округе Суиндон в Уилтшире на парламентских выборах 1929 года. Рамсей Макдональд назначил Эддисона парламентским секретарем Министерства сельского хозяйства в 1929 году. Он служил под началом Ноэля Бакстона и стал его преемником на посту министра сельского хозяйства в июне 1930 года. Он работал с Клементом Эттли, будущим лидером Лейбористской партии, с которым у него сложились тесные отношения, и был активным членом Социалистической медицинской ассоциации.
Столкнувшись с экономическим кризисом в 1931 году, канцлер казначейства Филипп Сноуден предложил резко сократить государственные расходы, особенно пособия по безработице. Кристофер Эддисон голосовал против этих сокращений в кабинете министров и перешел в оппозицию, когда Макдональд сформировал Национальное правительство с консерваторами и либералами. Эддисон потерял свое место на парламентских выборах 1931 года. В 1934 году он вернул себе место в Суиндоне на дополнительных выборах, но потерял его во второй раз на парламентских выборах 1935 года.

### 1937—1951
В мае 1937 года Кристофер Эддисон присоединился к немногочисленному собранию лейбористов в Палате лордов, получив звание пэра как барон Эддисон из Столлингборо в графстве Линкольншир. Он был председателем Военного сельскохозяйственного комитета Бакингемшира во время Второй мировой войны, координируя сельскохозяйственное производство и поставки в этом графстве. Эттли назначил Эддисона лидером лейбористов в Палате лордов в 1940 году, после того как лорд Снелл ушел в отставку по состоянию здоровья. Эддисон сохранял эту должность до своей смерти, занимая пост лидера Палаты лордов после победы лейбористов на парламентских выборах 1945 года. В июле 1945 года он получил титул виконта Эддисона из Столлингборо в графстве Линкольншир.
Будучи лидером Палаты лордов, Кристофер Эддисон нес ключевую ответственность за проведение государственного законодательства через верхнюю палату. Он установил хорошие отношения с лидером консервативной оппозиции в Палате лордов, маркизом Солсбери. Благодаря общим консультациям Эддисон разработал новые руководящие принципы для пэров, особенно в отношении декларации интересов. Он также был министром по делам доминионов в первом кабинете Эттли, руководя преобразованием министерство по делам доминионов в министерство по делам Содружества и играя важную роль в ранней антиимпериалистической политике лейбористов и укреплении Великобритании. В 1946 году он стал первым политиком-лейбористом, удостоенным ордена Подвязки. Поскольку его здоровье начало ухудшаться, в 1947 году он отошел от иностранных дел, впоследствии занимая ряд должностей синекура в сочетании с руководством Палатой лордов, пока лейбористы не потеряли свой пост в октябре 1951 года. В результате успеха Эддисона в проведении законодательства через Палату лордов министерство Эттли провело несколько крупных реформ в этом учреждении, помимо ограничения его полномочий по отсрочке одним годом в течение срока его полномочий.

## Семья
25 марта 1902 года Кристофер Эддисон женился первым браком на Изобель Маккиннон Грей (? — 22 августа 1934), дочери Арчибальда Грея. Изобель, дочь богатого шотландского бизнесмена и судового агента, поддерживала своего мужа морально и материально, когда он начал карьеру в политике. У них было две дочери и три сына:
- Достопочтенная Элизабет Кейт Эддисон (? — 2 июля 1967)
- Достопочтенная Изобель Грей Эддисон
- Кристофер Эддисон, 2-й виконт Эддисон (8 декабря 1904 — 18 ноября 1976), старший сын и преемник отца.
- Майкл Эддисон, 3-й виконт Эддисон (12 апреля 1914 — 23 марта 1992).

4 ноября 1937 года в церкви Святого Марка, Риджентс-парк, Лондон, Кристофер Эддисон женился во второй раз на Беатрис Дороти Лоу (? — 3 сентября 1982), дочери Фредерика Перси Лоу.
Лорд Эддисон скончался в декабре 1951 года в возрасте 82 лет, всего через два месяца после окончания своей политической карьеры. Его титулы унаследовал его старший сын Кристофер.

## Избранные публикации
Кристофер Эддисон написал важную работу «О топографической анатомии брюшных органов человека, особенно желудочно-кишечного канала», которая была опубликована в четырех частях в «Журнале анатомии и физиологии» в период с 1899 по 1901 год:
- Часть I. Июль 1899 г., т. 33 (часть 4), 565.5.
- Часть II. Июль 1900 г., т. 34 (часть 4), 427—450.9.
- Часть III. Январь 1901 г., т. 35 (часть 2), 166—204.11.
- Часть IV. Апрель 1901 г., т. 35 (часть 3), 277—304.9.